# Represivní tolerance
Represivní tolerance je sociologicko-filosofický termín, který zavedl americko-německý filozof Herbert Marcuse, který byl členem neomarxistické frankfurtské školy. Ve svém eseji „Repressive tolerance“ z knihy „A critique of pure tolerance” definoval tento pojem jako formu tolerance, která udržuje systém liberální demokracie. Marcuse ve svém eseji zmiňuje, že tolerance liberální demokracie je tolerancí represivního systému, který nás skrz iluzi svobody drží ve spokojenosti.[zdroj?]

## Definice
Represivní tolerance se podle Marcuseho dá rozdělit na dvě části: „(1) pasivní tolerance zakořeněných a zavedených postojů a myšlenek, i když je zřejmý jejich škodlivý vliv na člověka a přírodu, a (2) aktivní, oficiální tolerance poskytovaná pravici i levici, hnutím agresivity i míru, stranou nenávisti i stranou humanity. Tuto nestranickou toleranci nazývám „abstraktní“ či „čistou“, neboť se zdržuje stranění - ale tím vlastně chrání již zavedený mechanismus diskriminace.”
Pasivní tolerance by se podle Marcuseho vysvětlení dala definovat jako občanská neangažovanost a splynutí s davem, nebo jako „bezmyšlenkovité přijímání zakořeněných postojů a myšlenek, i když jsou zjevně škodlivé pro ostatní lidi, nebo dokonce pro životní prostředí”. Marcuse tvrdí, že svobodné volby jsou součástí institucí, které „znemožňují sebeurčení” a lidé jsou jimi zotročeni. Vytvářejí iluze o tom, že hlas voličů je slyšet, když se ve volbách vyjádří. Lidé věří, že systém, ve kterém žijeme, tehdy ve Spojených státech 60. let 20. století, je správný a není třeba ho radikálně měnit. Marcuse se v eseji vyjádřil takto: „Výkon politických práv ve společnosti totální správy slouží k posílení této správy tím, že svědčí o existenci demokratických svobod, které ve skutečnosti změnily svůj obsah a ztratily svou účinnost. ... A přesto zůstává existence a praktikování těchto svobod předpokladem pro obnovení jejich původní opoziční funkce, pokud se zintenzivní úsilí o překonání jejich omezení.“
Aktivní tolerance by se naopak dala definovat jako „hlasité schvalování jednání, které je zjevně agresivní vůči jiným lidem.“ Marcuse v tomto případě mluvil o lidech, kteří chtějí bránit absolutní svobodu slova, která je podle něj nástrojem, jak utlačovat menšiny a šířit nenávist proti druhým.[zdroj?]

## Správná tolerance
Marcuseho řešení, díky kterému chtěl dosáhnout skutečné a správné tolerance, bylo „odejmutí tolerance projevu a shromažďování skupinám a hnutím, které prosazují agresivní politiku“. Mezi takovou agresivní politiku patří zbrojení, šovinismus, diskriminace na základě rasy a náboženství, nebo politika která by chtěla omezit šíření veřejných služeb, sociální a lékařské péče. V takovém systému byl Marcuse přesvědčen i o novém uspořádání omezení svobody myšlení a výuky ve vzdělávacích institucí, aby se zamezilo šíření netolerantních myšlenek.[zdroj?]

## Kritika
Esej i samotná kniha byly hned po vydání kritizovány. Americký sociolog Nathan Glazer označil knihu za „zvláštní“ a o Marcusem napsal, že „prosazuje opatření, která by rozbíjela schůze a ničila literaturu jeho odpůrců.“ Marcuseho myšlence nijak zvlášť ani nepomohla odpověď, kdo by měl rozlišovat, které názory jsou a nejsou agresivní. „Otázka, kdo je způsobilý činit všechna tato rozlišení, definice, identifikace pro společnost jako celek, má nyní jedinou logickou odpověď, totiž každý „ve zralosti svých schopností“ jako lidská bytost, každý, kdo se naučil racionálně a samostatně myslet“. Ačkoliv byl Marcuse kritizován za anti-demokratické postoje, australský sociolog Rodney Fopp v akademickém časopise Social Epistemology zmiňuje, že jeho argumenty se „těší novému zájmu, kvůli zpochybnění tolerance ve světě po 11. září 2001“.